# Cổ tích ngàn sao
A Tale of Thousand Stars (tiếng Thái: นิทานพันดาว; RTGS: Ní-than Phản Đao, dịch là: Cổ tích ngàn sao), là bộ phim truyền hình Thái Lan ra mắt trong năm 2021 với sự tham gia của Pirapat Watthanasetsiri (Earth) và Sahaphap Wongratch (Mix). Bộ phim theo chân Tian Sopasitsakun, người đã trải qua một cuộc phẫu thuật thay tim với người hiến là Torfun, một giáo viên tình nguyện, đã mất sau một vụ tai nạn xe hơi. Thông qua cuốn nhật ký của Torfun, Tian đã biết được ước nguyện cuối cùng của cô là đếm đủ một nghìn ngôi sao cùng với Phupha Viriyanon, đội trưởng Đội Kiểm lâm.
Bộ phim được đạo diễn bởi Noppharnach Chaiwimol và sản xuất bởi GMMTV. Đây là một trong mười hai dự án phim truyền hình trong năm 2020 được GMMTV giới thiệu trong sự kiện "GMMTV 2020 New & Next" vào ngày 15 tháng 10 năm 2019. Được dự kiến phát sóng trong năm 2020 nhưng đã bị lùi lại, bộ phim sẽ được phát sóng vào lúc 20:30 (ICT), thứ Sáu trên GMM 25 và phát lại vào lúc 22:30 (ICT) cùng ngày trên LINE TV, bắt đầu từ ngày 29 tháng 1 năm 2021. Bộ phim kết thúc vào ngày 2 tháng 4 năm 2021.

## Sản xuất
Ban đầu, nhà sản xuất dự định sẽ chọn một trong những ngôi làng trên đồi phía Bắc Thái Lan để ghi hình, nhưng sau đó, do truyền thống và tín ngưỡng, những địa điểm trên đã bị loại bỏ vì không được phép ghi hình. Lí do được đưa ra là người dân nơi đây e ngại rằng số lượng thành viên đoàn phim và việc sản xuất sẽ không phù hợp với địa phương đó. Ngôi làng, nơi ban đầu dự định quay, có một truyền thống thờ cúng thần linh. Người trong làng sợ rằng việc ghi hình sẽ quấy rối các thần linh nơi đây. Bên sản xuất sau đó quyết định sẽ chọn địa điểm quay khác (chủ yếu ở Chiang Rai), trong khi bối cảnh trong tiểu thuyết và nội dung phim là ở Chiang Mai. Đội ngũ sản xuất đã phải tự dựng nhà của Tian, Trường Pha Pun Dao, nhà của Khama, và cả những ngôi nhà của người dân. Đơn vị "Pra Pi Run", nơi làm việc, trạm chỉ huy và chỗ ở của Phupha đã được đoàn làm phim cải tạo từ một nơi trú ẩn cũ kỹ và hoang vắng.

## Nội dung
Torfun, một giáo viên tình nguyện, đã mất sau một vụ tai nạn và rồi trái tim cô được hiến tặng cho Tian. Thông qua cuốn nhật ký Torfun để lại, Tian bắt đầu tìm hiểu về cuộc sống của cô, những bí mật, sở thích, và cả lời hứa của cô với một sĩ quan kiểm lâm, Phupha, về việc sẽ đếm một nghìn ngôi sao với anh. Tian quyết định sẽ viết tiếp ước nguyện của cô. Tian, với tư cách là giáo viên tình nguyện mới, cố gắng làm quen với Phupha, nhưng ban đầu Phupha lại tỏ ra nguyên tắc và cứng nhắc. Mưa dầm thấm lâu, trái tim của Tian luôn loạn nhịp khi ở gần Phupha, và rồi phải lòng anh, tương tự như chủ nhân cũ của trái tim đã từng. Nhưng ở nơi núi cao hiểm trở, liệu họ có giữ được ước nguyện đó?

## Diễn viên
Dưới đây là dàn diễn viên của bộ phim:

### Diễn viên chính
- Pirapat Watthanasetsiri (Earth) vai Phupha (Đội trưởng Đội Kiểm lâm)
- Sahaphap Wongratch (Mix) vai Tian (giáo viên tình nguyện mới)

### Diễn viên phụ
- Sarunchana Apisamaimongkol (Aye) vai Torfun
- Nawat Phumphotingam (White) vai Tul (bạn của Tian)
- Krittanai Arsalprakit (Nammon) vai Nam (bác sĩ)
- Thanawat Rattanakitpaisan (Khaotung) vai Longtae (con trai Khama)
- Nattharat Kornkaew (Champ) vai Yod (kỹ thuật viên)
- Sattabut Laedeke (Drake) vai Rang (kiểm lâm)
- Kamonlapat Dokmonta (Aum) vai Ayi
- Woraphanmai Egami (Kinuko) vai Meejoo
- Achirapol Jinapanyo (Achi) vai Khaonueng
- Marinda Halpin vai Inta
- Gimjeng Yanathip (Gim) vai Kalae
- Jakkrit Ammarat (Ton) vai Teerayut (bố của Tian)
- Paweena Charivsakul (Jeab) vai Lalita (mẹ của Tian)
- Witaya Jethapai (Thanom) vai Bianglae Khama (trưởng làng)
- Thanongsak Suphakan (Nong) vai Sakda

### Khách mời
- Phatchara Tubthong (Kapook) vai Jeab (vợ của Nam)

## Các tập phát sóng
| TT. | Ngày phát sóng gốc  |
| --- | ------------------- |
| 1 | 29 tháng 1 năm 2021 |
| Tian là một cậu ấm nhà giàu, anh dành cả ngày để tiệc tùng và cờ bạc. Một đêm khi đang đi chơi với bạn, Tian lên cơn đau tim và được đưa đến bệnh viện. Cũng đêm đó, Torfun, một giáo viên tình nguyện, đã bị một chiếc xe ô tô chạy quá tốc độ đâm phải và hiến lại trái tim của mình cho Tian. Sau ca phẫu thuật, Tian tò mò về người đã hiến tim cho mình. Anh đã phát hiện ra người ấy chính là Torfun và tìm thấy cuốn nhật kí của cô, trong đó toàn là những kỉ niệm của cô khi còn là giáo viên tình nguyện ở làng Pha Pun Dao. Để viết tiếp mong muốn của cô, Tian quyết định trở thành giáo viên mới tại đây. Ở đó, anh đã gặp Đội trưởng Đội kiểm lâm Phupha. |                     |
| 2 | 5 tháng 2 năm 2021  |
| Sau trở thành giáo viên tình nguyện, Tian phải học cách thích nghi với môi trường mới, điều mà anh chưa từng nghĩ đến trong cuộc đời. Nơi ở của anh không có điện, phải đi bộ đến trường dạy, không có nước và phải tắm ở thác nước. Anh đã gặp Phupha, Yod, Rang và bác sĩ Nam, những người đã biết về cái chết của Torfun. Tuy nhiên, họ lại giấu kín chuyện này với trưởng làng Khama và mọi người dân trong làng. Tian cố gắng để học trò và dân làng đón nhận anh, khi mà mọi người đều yêu quý và so sánh anh với Torfun. Không may, trong lúc đó Tian lại để cho một học sinh của mình gặp tai nạn, điều này lại càng làm cho mọi người không ưa anh. |                     |
| 3 | 12 tháng 2 năm 2021 |
| Tian đã có suy nghĩ là sẽ quay về thành phố nhưng do nghĩ về việc Torfun đã cho anh cơ hội thứ hai cộng thêm cả lời động viên của Phupha nên anh đã ở lại. Tian nhận ra để mọi người đón nhận anh thì anh phải phá bỏ khoảng cách giữa anh và mọi người. Tian đã tích cực tham gia vào những công việc thường ngày của người dân. Điều này đã khiến anh càng gần gũi và dần dần thu hẹp khoảng cách với họ. Lúc mọi việc đang suôn sẻ thì Tian phát hiện người dân đã bị bọn mua trà lừa và gây gổ với họ để rồi không nơi nào mua trà nơi đây nữa. Vào cuối ngày, người dân nhận ra lòng tốt của Tian và tổ chức lễ chào đón cho anh. Sau bữa tiệc, Phupha đưa Tian về nhà và rồi phát hiện chiếc sẹo trên ngực của anh. |                     |
| 4 | 19 tháng 2 năm 2021 |
| Phupha hỏi bác sĩ Nam về vết sẹo trên ngực Tian nhưng không nhận được câu trả lời và Nam lại khuyên anh nên hỏi trực tiếp Tian. Tian dạy lũ trẻ cách xem cân để tránh bị lừa khi mua bán trà. Phupha đưa Tian đi xuống thành phố để mua đồ, do có việc khẩn cấp nên anh đã giao Tian cho Nam. Nhân đây, Tian hỏi Nam về mối quan hệ giữa Torfun và Phupha và giữa Nam và Phupha. Tian chỉ biết rằng bác sĩ Nam đã có bạn gái. Longtae và Tian trở nên gần gũi với nhau, điều này khiến Phupha có cảm giác khó chịu và bực bội. Nam khuyên Phupha thay đổi bản thân để phù hợp với Tian hơn, Phupha đã nhận lời đưa Tian đến Pha Pun Dao (đồi Ngàn Sao). Tại đây, Phupha cho biết anh chỉ coi Torfun như em gái và anh muốn trở thành kiểm lâm là vì bố anh cũng đã từng làm kiểm lâm tại đây. Trong chuyến đi, Tian thấy được khía cạnh lãng mạn của Phupha và cảm thấy bối rối về tình cảm của mình. |                     |
| 5 | 26 tháng 2 năm 2021 |
| Bác sĩ Nam đưa Tian xuống thành phố. Trong lúc ăn trưa, họ đã gặp những người đã mua trà của người dân. Đặc biệt là Tian đã gặp Sakda và được ông thanh toán bữa ăn nhưng anh lại thấy không ổn. Tian gọi cho Tul để tâm sự và Tul đã bay đến Chiang Mai để gặp anh. Tian bảo bác sĩ Nam về trước vì anh muốn ở đây tiếp đón bạn anh. Khi Phupha biết rằng Tian ở dưới thành phố với người khác, anh liền trở nên "ghen". Tian cho Tul biết lí do anh ở lại làng là vì anh có cảm tình với người bảo vệ anh. Tul không lấy làm lạ mà lại ủng hộ mối quan hệ này. Hôm sau, Phupha xuống đón Tian và vô cùng ngạc nhiên khi Phupha lại đưa anh đi ngắm cảnh. Một ngày, Tian dạy bọn trẻ cách làm diều và rồi ra cánh đồng gần đó thả. Trong lúc đó, Tian bất ngờ ngất đi và được đưa đến bệnh viện ngay lập tức.                                                                                        |                     |
| 6 | 5 tháng 3 năm 2021  |
| Nam phát hiện loại thuốc mà Tian dùng là thuốc ức chế miễn dịch. Tian buộc phải thừa nhận với Nam rằng anh đã từng phẫu thuật ghép tim, anh đề nghị Nam giữ bí mật này với mọi người. Lúc ra viện, Tian biết được Longtae là người đã đi lấy thuốc cho anh. Longtae cũng tìm thấy cuốn nhật ký của Torfun và vô cùng tức giận khi biết Tian và Torfun quen biết nhau. Tian kể cho Longtae mọi chuyện và hứa sẽ cho mọi người biết vào một thời điểm thích hợp. Tian và Longtae tiếp tục tìm cách để giúp người dân tiêu thụ trà. Phupha lại vô cùng bức bối khi thấy họ ở cạnh nhau và Nam đã nhắc nhở anh phải hiểu rằng họ có rất nhiều điểm chung do bằng tuổi nhau. Phupha nhận giúp giao chỗ trà xuống thành phố và đã gặp Sakda và nói với ông rằng trà vẫn bán được. Khi tất cả chỗ hàng đã được hoàn thành thì kho chứa lại bị cháy. Tian đã lao vào đám cháy nhưng đã được Phupha cứu.       |                     |
| 7 | 12 tháng 3 năm 2021 |
| 8 | 19 tháng 3 năm 2021 |
| 9 | 26 tháng 3 năm 2021 |
| 10 | 2 tháng 4 năm 2021  |

## Nhạc phim
| Tên bài hát                                                 | Ca sĩ                            | Ref.          |
| ----------------------------------------------------------- | -------------------------------- | ------------- |
| ให้นานกว่าที่เคย (Hai Narn Kwa Tee Koey)                        | KLEAR & Phai Pongsathorn         | [ 9 ] [ 10 ]  |
| นิทานพันดาว (Ni Taan Pun Dao)                                 | Napat Injaiuea (Gun)             | [ 11 ]        |
| แก้มน้องนางนั้นแดงกว่าใคร (Gaem Nong Nang Nan Daeng Kwa Krai)    | Khian Kai Lae Wanich             | [ 12 ] [ 13 ] |
| สายตาโกหกไม่เป็น (Sai Ta Go Hok Mai Pen)                      | Pirapat Watthanasetsiri (Earth)  | [ 14 ]        |
| นิทานพันดาว (ทอฝัน Version) (Ni Taan Pun Dao (Torfun Version)) | Sarunchana Apisamaimongkol (Aye) | [ 15 ]        |
| นิทานพันดาว (ภูผา Version) (Ni Taan Pun Dao (Phupha Version))  | Pirapat Watthanasetsiri (Earth)  | [ 16 ]        |
| ลม (Lom)                                                    | Num Kala                         | [ 17 ]        |
| นิทานพันดาว (เธียร Version) (Ni Taan Pun Dao (Tian Version))   | Sahaphap Wongratch (Mix)         | [ 18 ]        |

## Phát sóng tại nước ngoài
- Philippines – Bộ phim này nằm trong số 5 bộ phim của GMMTV mà ABS-CBN Corporation đã mua bản quyền và phát hành bởi Dreamscape Entertainment vào ngày 10 tháng 9 năm 2020.[19] Tất cả các tập phim đã được phát sóng trực tuyến trên iWantTFC từ ngày 29 tháng 1 năm 2021, cùng với Thái Lan.[20]
- Đài Loan – LINE TV Đài Loan phát sóng trực tuyến bộ phim vào 21:30 thứ Sáu hàng tuần, bắt đầu từ ngày 29 tháng 1 năm 2021.[21]

## Giải thưởng
| Năm  | Giải thưởng           | Hạng mục                           | Kết quả   | Tham khảo     |
| ---- | --------------------- | ---------------------------------- | --------- | ------------- |
| 2021 | CONTENTASIA Award     | Best LGBTQ+ Programme Made in Asia | Đoạt giải | [ 22 ] [ 23 ] |
| 2022 | HOWE Awards 2020      | Hottest Series                     | Đoạt giải |               |
| 2022 | Maya Awards           | Series of the Year                 | Đoạt giải |               |
| 2022 | Maya Entertain Awards | Best Drama of The Year             | Đoạt giải |               |
| 2022 | Zoomdara Awards 2021  | Phim truyền hình xuất sắc          | Đoạt giải | [ 24 ]        |
| 2022 | KAZZ Awards 2022      | The Best Scene                     | Đề cử     | [ 25 ]        |